# تشراب (إرم)
تشراب (بالفارسية: چراب) هي قرية تقع في إيران في قسم إرم الريفي. يقدر عدد سكانها بـ 87 نسمة .